# Perania
Perania là một chi nhện trong họ Tetrablemmidae.